# Comuna Koprivnički Ivanec, Koprivnica-Križevci
Koprivnički Ivanec este o comună în cantonul Koprivnica-Križevci, Croația, având o populație de 2.121 de locuitori (2011).

## Demografie
Componența etnică a comunei Koprivnički Ivanec
     Croați (99,15%)
     Necunoscut (0,09%)
     Neclasificat (0,47%)
Componența confesională a comunei Koprivnički Ivanec
     Catolici (97,97%)
     Necunoscută (0,61%)
     Alte religii (1,41%)
Conform recensământului din 2011, comuna Koprivnički Ivanec avea 2.121 de locuitori. Din punct de vedere etnic, majoritatea locuitorilor (99,15%) erau croați. Apartenența etnică nu este cunoscută în cazul a 0,09% din locuitori. Din punct de vedere confesional, majoritatea locuitorilor (97,97%) erau catolici. Pentru 0,61% din locuitori nu este cunoscută apartenența confesională.